# テンダリー
「テンダリー」(英語: Tenderly) は、ウォルター・グロスが作曲し、ジャック・ローレンスが作詞して、1946年に発表されたポピュラー音楽の楽曲。英語の「tenderly」は、「優しく」を意味する副詞である。
原曲は変ホ長調、4分の3拍子のワルツで書かれていたが、その後4分の4拍子でも演奏されるようになり、ポピュラーなジャズ・スタンダード楽曲となった。特に知られた演奏として、サラ・ヴォーンやナット・キング・コールといった歌手によるもの、アート・テイタム、ビル・エヴァンス、ペルチンといったピアニストによるものなどがある。

## 演奏歴
「テンダリー」の初録音は、ブラジルの歌手でピアニストでもあったディック・ファルネイによる1947年6月15日のものであった。「愛らしい(英語: lovely)ワルツのメロディ」と評されたファルネイのバージョンは、7月にリリースされ好評を得た。2番目の録音は、サラ・ヴォーンの1947年7月2日のものであった。彼女のバージョンは、11月15日付でチャートに登場し、最高27位まで上昇した。このバージョンは、「魅惑的な表現(英語: a ravishing rendition)」と評された。続いて、ランディ・ブルックス楽団なども同年に録音した。1950年には、ヴォーンがMGMレコードのために、この曲を再度録音した。
アート・テイタムやオスカー・ピーターソン、フィニアス・ニューボーン、ポール・スミスといったピアノのヴィルトゥオーゾによっても、この曲は盛んに演奏された。ジャズ・シンガーにも盛んに取り上げられ、1960年ごろにはエリック・ドルフィーのような前衛的な奏者にも演奏されるようになった。
またこの曲は、ラテン音楽においてもスタンダード曲となり、キューバの音楽家では、ビセンティコ・バルデス、モンゴ・サンタマリア、ボラ・デ・ニエヴェ、ペルチンらがこの曲を取り上げた。ブラジルのトリオ・スルジーナ (ポルトガル語: Trio Surdina)は、サンバ風のバージョンを1953年に録音しており、また、ジェリー・ゴンザレスとロス・コマンドス・デ・ラ・クラーベ (スペイン語: Jerry González y Los Comandos de la Clave)は、2010年にラテン・ジャズのバージョンを録音した。

## 主な録音

### 男声ヴォーカル
| アーティスト                         | 録音年 (発表年) | 収録アルバム等                                   | YouTube Music |
| ------------------------------------ | --------------- | ------------------------------------------------ | ------------- |
| ディック・ファルネイ                 | 1947            | SP盤                                             | ♬*            |
| チャーリー・スピヴァク               | 1947            | SP盤                                             | 💽            |
| クラーク・デニス(英語: Clark Dennis) | 1948            | SP盤／シングル盤                                 |               |
| ナット・キング・コール               | 1953            | Sings for Two in Love                            | 💽            |
| ビセンティコ・バルデス               | (1957)          | Vicentico Valdes Sings                           | 💽            |
| ボラ・デ・ニエヴェ                   | 1970            | Hotel Internacional de Varadero – Noviembre 1970 | 💽            |

### 女声ボーカル
| アーティスト                                         | 録音年 | 収録アルバム等               | YouTube Music |
| ---------------------------------------------------- | ------ | ---------------------------- | ------------- |
| サラ・ヴォーン                                       | 1947   | SP盤                         | ♬             |
| サラ・ヴォーン                                       | 1950   | Tenderly                     |               |
| サラ・ヴォーン                                       | 1954   | The Divine Sarah Sings       | 💽            |
| ローズマリー・クルーニー                             | 1955   | Tenderly                     | 💽            |
| アニタ・オデイ w/ オスカー・ピーターソン・カルテット | 1957   | アニタ・シングス・ザ・モスト | 💽            |
| ロバータ・フラック                                   | 1994   | ロバータ                     | 💽            |

### 混声ボーカル
| アーティスト                                                   | 録音年 | 収録アルバム等     | YouTube Music |
| -------------------------------------------------------------- | ------ | ------------------ | ------------- |
| ルイ・アームストロング(Tp., Vo.)&エラ・フィッツジェラルド(Vo.) | 1956   | エラ・アンド・ルイ | 💽            |

### インストゥルメンタル
| アーティスト                                         | 録音年 (発表年) | 収録アルバム等                                                 | YouTube Music |
| ---------------------------------------------------- | --------------- | -------------------------------------------------------------- | ------------- |
| ランディ・ブルックス楽団                             | 1947            | SP盤／シングル盤                                               | ♬*            |
| エロル・ガーナー(Pf.)                                | 1947            | SP盤                                                           |               |
| ウディ・ハーマン(Cl.)                                | 1949            | [ 4 ]                                                          | 💽            |
| アート・テイタム(Pf.)                                | 1953            | The Art Tatum Solo Masterpieces Vol. 3                         | 💽            |
| トリオ・スルジーナ                                   | (1953)          | Trio Surdina                                                   | 💽            |
| ベン・ウェブスター(T.Sax.)                           | 1953            | キング・オブ・テナーズ                                         | 💽            |
| バド・パウエル(Pf.)                                  | 1955            | ジャズ・オリジナル                                             | 💽            |
| ハリー・ジェイムス楽団                               | 1955            | Jazz Session                                                   | 💽            |
| デクスター・ゴードン(T.Sax.)                         | 1955            | ホット&クール                                                  | 💽            |
| デューク・エリントン楽団                             | 1957            | エリントン・インディゴス                                       | 💽            |
| ペルチン(Pf.)                                        | 1958            | Piano con moña                                                 |               |
| ビル・エヴァンス(Pf.)                                | 1959            | エヴリバディ・ディグズ・ビル・エヴァンス                       | 💽            |
| エリック・ドルフィー(A.Sax.)                         | 1960            | ファー・クライ                                                 | 💽            |
| モンゴ・サンタマリア(Conga, Bongo)                   | (1962)          | Mighty Mongo                                                   | 💽            |
| フィニアス・ニューボーン (Pf.)                       | 1969            | ハーレム・ブルース                                             |               |
| オスカー・ピーターソン(Pf.)                          | 1975            | デュオ・ライブ（フランス語: À la Salle Pleyel）                | 💽            |
| グレート・ジャズ・トリオ                             | 1976            | ラブ・フォー・セール                                           |               |
| ポール・スミス                                       |                 | ラブ・フォー・セール(英語: Heavy Jazz – Vol. 2)                | 💽            |
| ジョージ・ベンソン(E.Gt.)                            | 1989            | テンダリー                                                     | 💽            |
| デヴィッド・S・ウェア(T.Sax.)                        | 1994            | アースクウェイション                                           |               |
| ゲイリー・バートン(Vib.)＆フレンズ                   | 1996            | デパーチャー（英語: Departure）                                | 💽            |
| バド・シャンク(A.Sax.)・ミーツ・ザ・リズムセクション | 1996            | スイングジャーナル・リーダーズ・リクエスト（英語: By Request） |               |
| ジャン＝ミシェル・ピルク(Pf.)・トリオ                | 2002            | ウェルカム・ホーム（英語: Welcome Home）                       | 💽            |
| ジェリー・ゴンザレス(Tp.)                            | (2010)          | Avísale a Mi Contrario Que Aquí Estoy Yo                       | 💽            |